# Ochropleura costalis
Ochropleura costalis är en fjärilsart som beskrevs av Moore 1867. Ochropleura costalis ingår i släktet Ochropleura och familjen nattflyn. Inga underarter finns listade i Catalogue of Life.